# Centrocorisa kollari
Centrocorisa kollari är en insektsart som först beskrevs av Franz Xaver Fieber 1851.  Centrocorisa kollari ingår i släktet Centrocorisa och familjen buksimmare. Inga underarter finns listade i Catalogue of Life.